# Sílvia Orriols
Sílvia Orriols i Serra (Vic, 9 de outubro de 1984) é uma política espanhola e presidente do partido Aliança Catalã. Candidata à prefeitura de Ripoll nas eleições municipais de 2019 e 2023, foi eleita prefeita da cidade em 17 de junho de 2023. 

## Biografia
É graduada em Biblioteconomia e Documentação pela Universidade de Vic. Desde 2006, trabalhou como assistente administrativa em uma empresa privada. Como política, foi militante de várias organizações, como L'Intransigent de Catalunya, Jovent Republicà e o partido Estat Català. Em 2004, chegou a ocupar a sétima posição na lista do partido para as eleições ao Parlamento Europeu.
Após o referendo pela independência da Catalunha em 2017, Orriols passou a participar ativamente dos protestos em Ripoll contra a aplicação do Artigo 155 da Constituição Espanhola e, gradualmente, ganhou protagonismo nesses eventos.
Posteriormente, filiou-se ao partido Front Nacional de Catalunya, pelo qual se candidatou às eleições municipais de 2019 em Ripoll, obtendo 503 votos e conquistando um assento no conselho municipal. Na ocasião, os demais partidos firmaram um acordo para isolar politicamente Orriols, comprometendo-se a não formar alianças nem participar de debates eleitorais com ela. Em março de 2020, desligou-se do partido (onde atuava como independente) e continuou no conselho como vereadora não filiada.
Cerca de seis meses depois, fundou um novo partido político, a Aliança Catalã, a partir do qual passou a defender a independência da Catalunha com uma postura antisalafista e islamofóbica, alegando que a imigração representava uma suposta invasão, baseando-se nas teorias conspiratórias da "Grande Substituição".
Nas eleições municipais de 2023, Orriols se candidatou novamente à prefeitura de Ripoll, e seu partido obteve mais de 30% dos votos, conquistando seis cadeiras no conselho. Logo após o resultado, a maior parte dos outros partidos municipais tentou formar um acordo para evitar que ela se tornasse prefeita. No entanto, o plano não prosperou, pois o partido Juntos pela Catalunha, segunda força mais votada, recusou-se a apoiar a proposta para eleger a candidata da Esquerda Republicana da Catalunha como prefeita. No final, Orriols foi eleita prefeita de Ripoll.
Em maio do mesmo ano, apesar de ter afirmado em uma entrevista em julho de 2023 que não se candidataria ao Parlamento da Catalunha, anunciou em um vídeo com o slogan "Salvemos a Catalunha" que seria a cabeça de lista do partido Aliança Catalã nas eleições ao Parlamento. Com 118.032 votos, o partido conquistou dois assentos, garantindo a Orriols a entrada como deputada.